# Milan Šrejber
Milan Šrejber (n. 30 decembrie 1963, Praga, Cehoslovacia) este un jucător de tenis ceh, medaliat olimpic. A participat la o ediție a Jocurilor Olimpice (1988) în care a câștigat o medalie de bronz.

## Participări
Lista de mai jos prezintă principalele competiții la care a participat Milan Šrejber de-a lungul carierei.
- tennis at the 1988 Summer Olympics – men's doubles[*]